# Wiesław Myśliwski

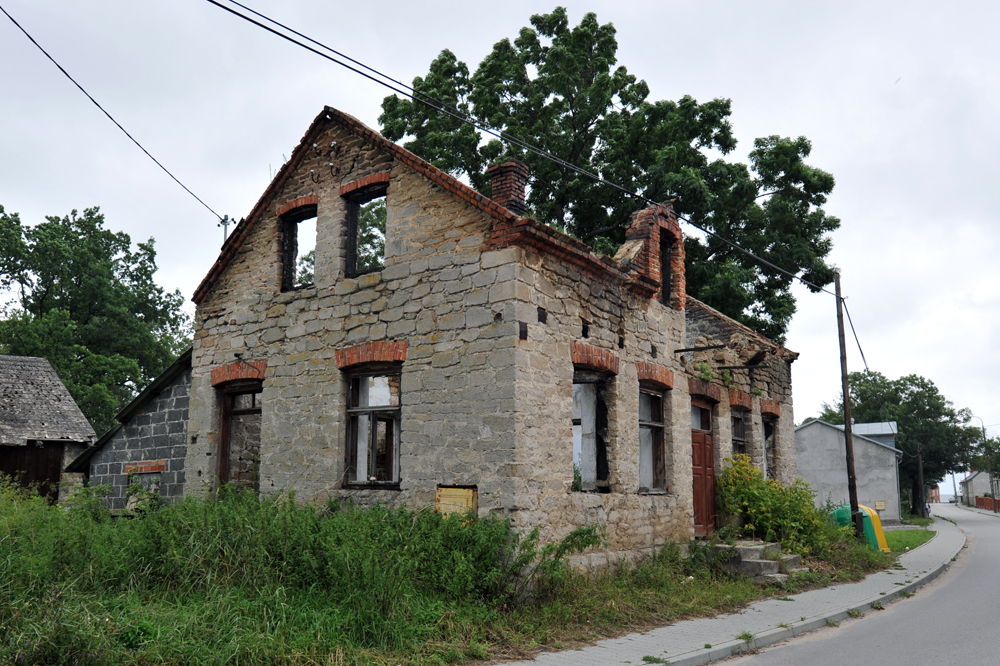
Rodný dům W. Myśliwského (Dwikozy)

Wiesław Myśliwski (* 25. března 1932, Dwikozy pod Sandoměří) je polský prozaik, dramatik a scenárista.

## Život a dílo
Po maturitě v roce 1951 studoval polskou filologii na Katolické univerzitě v Lublinu, kterou ukončil roku 1956.

### Publikační činnost (výběr)
Jeho literární prvotinou byl roku 1967 román Nagi sad. Za svoji literární činnost obdržel řadu ocenění, je např. dvojnásobným laureátem polské literární ceny Niké (polsky Nagroda Literacka „Nike”) za dílo Widnokrąg (1997) a posléze i za Traktat o łuskaniu fasoli (2007) etc.

#### České překlady
- Traktát o louskání fazolí (orig. 'Traktat o łuskaniu fasoli'). 1. vyd. Praha: Havran, 2010. 367 S. Překlad: Lenka Daňhelová
- Zloděj: drama bez jednání a bez scén (orig. 'Złodziej'). 1. vyd. Praha: Dilia, 1990. 127 S. Překlad: Josef Vlášek
- Na kameni kámen (orig. 'Kamień na kamieniu'). 1. vyd. Praha: Odeon, 1986. 426 S. Překlad a doslov: Josef Vlášek